# Mérite maritime (bande dessinée)
Mérite maritime est une série de bande dessinée en trois albums scénarisée par Alain Riondet et dessinée par Stéphane Dubois. Elle a pour thème la vie à bord d'un cargo et les tribulations de son équipage.

## Les albums

### 1. Mérite maritime
- 79 planches, éditions Casterman, janvier 1992,  (ISBN 2-203-33849-0)[1]

L'album contient 4 chapitres :
- René (20 planches)
- Jason (14 planches)
- Mérite maritime (20 planches)
- Cher payé (19 planches)

### 2. Boulevard de la soif
- 83 planches, éditions Casterman, octobre 1994,  (ISBN 2-203-38870-6)[2]

L'album contient 3 chapitres :
- La gloire de mon vieux (20 planches)
- Boulevard de la soif (30 planches)
- Le repos du marin (29 planches)

### 3. Fond de cale
- 69 planches, éditions Casterman, mars 1997,  (ISBN 2-203-38887-0)[3]

L'album contient une histoire complète, de Kaohsiung (Taïwan) aux côtes de la Jamaïque.

## Les personnages

### Équipage de l'Amiral Benbow
- Albert Voxdei, capitaine : un cœur d'or et une mauvaise foi immensurable font que personne n'est capable de manœuvrer l'Amiral Benbow mieux que lui
- Franck Riper, second capitaine
- Dimitri, chef mécanicien
- Lewis, opérateur radio
- René, maître d'équipage (bosco) et alcoolique depuis qu'il n'a pu empêcher un proxénète de mettre sur le trottoir la femme qu'il aime
- Raymond Halarif, cuisinier de bord (coq), ancien boxeur libanais qui a arrêté après avoir tué un homme à Beyrouth (chapitre « Cher payé »)
- Ahmed, matelot et secrétaire de l'association de copropriété du navire (chapitre « Boulevard de la soif »)
- Pollack, matelot, habituel complice d'Ahmed

Sont arrivés au cours de l'histoire :
- Jason, ouvrier mécanicien ; depuis le chapitre « Jason », fugitif grec coupable du meurtre du mari de son amante
- Roger, matelot ; à la fin du chapitre « Boulevard de la soif »
- Clarence, mousse ; à la fin du chapitre « Mariette »
- Mickey, matelot ; à la fin de « Fond de cale »

### Personnages récurrents
- Commandant Maurepas
- Monsieur Faulkner, avocat du commandant Maurepas

## L'Amiral Benbow
L'Amiral Benbow est un cargo, inspiré d'un navire Reefer. Basé à Nassau (Bahamas) et naviguant donc sans doute sous pavillon de complaisance, il a probablement été baptisé ainsi en l'honneur de John Benbow, officier de marine britannique des XVIIe et XVIIIe siècles.
Le bâtiment est vieux, passablement rouillé et, selon René le bosco, « Il y a toujours un truc technique qui foire sur ce rafiot ». Mais chacun à bord y met du cœur et de la bonne volonté pour le faire naviguer décemment !